# Emstal von Lathen bis Papenburg
Emstal von Lathen bis Papenburg este o arie protejată (arie de protecție specială avifaunistică — SPA) din Germania întinsă pe o suprafață de 4.574 ha, integral pe uscat.

## Localizare
Centrul sitului Emstal von Lathen bis Papenburg este situat la coordonatele 53°01′03″N 7°17′04″E / 53.0175°N 7.2844°E.

## Înființare
Situl Emstal von Lathen bis Papenburg a fost declarat arie de protecție specială avifaunistică în iunie 2001 pentru a proteja 47 de specii de animale.

## Biodiversitate
Situată în ecoregiunea atlantică, aria protejată nu include niciun habitat protejat.
La baza desemnării sitului se află mai multe specii protejate de  păsări (47): lăcar-de-rogoz (Acrocephalus schoenobaenus), ciocârlie-de-câmp (Alauda arvensis), rață sulițar (Anas acuta), rață lingurar (Anas clypeata), rață mică (Anas crecca crecca), rață fluierătoare (Anas penelope), Anas platyrhynchos platyrhynchos, Anas strepera strepera, Anser albifrons albifrons, gâscă cenușie (Anser anser), gâscă de semănătură (Anser fabalis), Ardea cinerea cinerea, rața moțată (Aythya fuligula), Bucephala clangula, barză albă (Ciconia ciconia ciconia), erete de stuf (Circus aeruginosus), erete vânăt (Circus cyaneus), cioară de semănătură (Corvus frugilegus), prepeliță (Coturnix coturnix), cristeiul de câmp (Crex crex), Cygnus columbianus bewickii, lebădă de iarnă (Cygnus cygnus), lebădă de vară (Cygnus olor), Fulica atra atra, becațină comună (Gallinago gallinago), scoicar (Haematopus ostralegus), pescăruș sur (Larus canus), pescăruș râzător (Larus ridibundus), Limosa limosa limosa, grelușel-de-zăvoi (Locustella luscinioides), Luscinia svecica cyanecula, ferestraș mic (Mergus albellus), Mergus merganser merganser, codobatura galbenă (Motacilla flava), Numenius arquata arquata, Numenius phaeopus, Phalacrocorax carbo sinensis, bătăuș (Philomachus pugnax), codroșul de pădure (Phoenicurus phoenicurus), ploier auriu (Pluvialis apricaria), Podiceps cristatus cristatus, cresteț pestriț (Porzana porzana), Rallus aquaticus aquaticus, mărăcinar (Saxicola rubetra), călifar alb (Tadorna tadorna), fluierarul cu picioare roșii (Tringa totanus), nagâț (Vanellus vanellus).